# Aguilarit
Aguilarit ist ein selten vorkommendes Mineral aus der Mineralklasse der „Sulfide und Sulfosalze“ mit der chemischen Zusammensetzung Ag4SeS und damit chemisch gesehen ein Silber-Selen-Sulfid.
Aguilarit kristallisiert im monoklinen Kristallsystem und entwickelt skelettförmige, pseudododekaedrische, pseudokubische oder pseudooktaedrische Kristalle bis etwa 3 cm Größe. Er findet sich aber auch in Form von massigen Mineral-Aggregatne und Verwachsungen mit Akanthit oder Naumannit.
Das Mineral ist in jeder Form undurchsichtig (opak) und bergfrisch von bleigrauer Farbe mit einem metallischen Glanz auf den Oberflächen. Der Umgebungsluft ausgesetzt, laufen diese allerdings nach einiger Zeit eisenschwarz an und werden matt.

## Etymologie und Geschichte
Erstmals entdeckt wurde Aguilarit in der „Grube San Carlos“ bei La Luz im mexikanischen Bundesstaat Guanajuato. Die Erstbeschreibung erfolgte 1891 durch Friedrich August Genth, der das Mineral nach Ponciano Aguilar (1853–1935) benannte, dem Verwalter der Typlokalität „Grube San Carlos“.
Da der Aguilarit bereits lange vor der Gründung der International Mineralogical Association (IMA) bekannt und als eigenständige Mineralart anerkannt war, wurde dies von ihrer Commission on New Minerals, Nomenclature and Classification (CNMNC) übernommen und bezeichnet den Aguilarit als sogenanntes „grandfathered“ (G) Mineral. Die seit 2021 ebenfalls von der IMA/CNMNC anerkannte Kurzbezeichnung (auch Mineral-Symbol) lautet „Agu“.
Ein Aufbewahrungsort für das Typmaterial des Minerals ist bisher nicht bekannt bzw. dokumentiert.

## Klassifikation
Bereits in der veralteten 8. Auflage der Mineralsystematik nach Strunz gehörte der Aguilarit zur Mineralklasse der „Sulfide und Sulfosalze“ und dort zur Abteilung der „Sulfide etc. mit M : S > 1 : 1“, wo er zusammen mit Akanthit (>177 °C: Argentit), Hessit, Naumannit und Petzit sowie im Anhang mit Argyrodit, Billingsleyit, Canfieldit, Empressit, Stützit die „Argentit-Naumannit-Gruppe“ mit der System-Nr. II/A.03 bildete.
In der zuletzt 2018 überarbeiteten Lapis-Systematik nach Stefan Weiß, die formal auf der alten Systematik von Karl Hugo Strunz in der 8. Auflage basiert, erhielt das Mineral die System- und Mineralnummer II/B.05-050. Dies entspricht der ebenfalls der Abteilung „Sulfide, Selenide und Telluride mit dem Stoffmengenverhältnis Metall : S,Se,Te > 1 : 1“, wo Aguilarit zusammen mit Akanthit (Argentit > 173 °C), Cervelleit, Chenguodait, Empressit, Hessit, Naumannit, Stützit und Tsnigriit eine unbenannte Gruppe mit der Systemnummer II/B.05 bildet.
Die von der IMA zuletzt 2009 aktualisierte 9. Auflage der Strunz’schen Mineralsystematik ordnet den Aguilarit ebenfalls in die Abteilung der „Metallsulfide, M : S > 1 : 1 (hauptsächlich 2 : 1)“ ein. Diese ist allerdings weiter unterteilt nach der Art der beteiligten Kationen, so dass das Mineral entsprechend seiner Zusammensetzung in der Unterabteilung „mit Kupfer (Cu), Silber (Ag), Gold (Au)“ zu finden ist, wo es nur noch zusammen mit Naumannit eine unbenannte Gruppe mit der Systemnummer 2.BA.30b bildet.
In der vorwiegend im englischen Sprachraum gebräuchlichen Systematik der Minerale nach Dana hat MineralName die System- und Mineralnummer 02.04.01.03. Auch dies entspricht der Klasse der „Sulfide und Sulfosalze“ und dort der Abteilung „Sulfidminerale“. Hier ist er zusammen mit Akanthit und Naumannit in der „Akanthitgruppe“ mit der Systemnummer 02.04.01 innerhalb der Unterabteilung „Sulfide – einschließlich Seleniden und Telluriden – mit der Zusammensetzung AmBnXp, mit (m+n) : p = 2 : 1“ zu finden.

## Kristallstruktur
Aguilarit kristallisiert in der monoklinen Raumgruppe P21/n (Raumgruppen-Nr. 14, Stellung 2) mit den Gitterparametern a = 4,2478(2) Å; b = 6,9432(3) Å; c = 8,0042(5) Å und β = 100,103(2)° sowie 4 Formeleinheiten pro Elementarzelle.

## Bildung und Fundorte
Aguilarit bildet sich bei relativ niedrigen Temperaturen in hydrothermalen, silber- und selenreichen, aber schwefelarmen Lagerstätten. Begleitminerale sind unter anderem Akanthit, Calcit, Naumannit, Proustit, Pearceit, Quarz, Silber und Stephanit.
Als seltene Mineralbildung konnte Aguilarit nur an wenigen Orten nachgewiesen werden, wobei weltweit bisher rund 100 Vorkommen dokumentiert sind (Stand: 2023). Die am besten entwickelten und mit bis zu 3 cm Länge auch die größten Kristallfunde wurden dabei in seiner Typlokalität „Grube San Carlos“ (La Luz) und in Chontalpan (Guerrero) gemacht. Weitere bekannte Fundorte in Mexiko sind die Grube Peñafiel bei Guanajuato, die ebenfalls bei La Luz gelegene „Grube Santa Rita“, die „Grube Nino Perdido“ bei Nayal und die „Grube Flores de María“ bei Rayas (alle im Bundesstaat Guanajuato).
Der bisher einzige bekannte Fundort in Deutschland ist die Lagerstätte Schlema-Alberoda im sächsischen Erzgebirgskreis.
Weitere Fundorte sind Jagué (La Rioja in Argentinien); Hubei, das Autonome Gebiet der Inneren Mongolei und Sichuan in China; Böhmen und Mähren in Tschechien; die indonesischen Inseln Java und Sumatra; die japanischen Inseln Hokkaidō, Honshū und Kyūshū; die Nordinsel von Neuseeland; der Föderationskreis Ferner Osten in Russland, die Wüste Kysylkum in Usbekistan sowie die US-Bundesstaaten Colorado, Idaho, Nevada, Utah und Washington.